# Paraschoepita
La paraschoepita és un mineral de la classe dels òxids.

## Característiques
La paraschoepita és un òxid de fórmula química UO₃·2H₂O. Es tracta d'una espècie aprovada per l'Associació Mineralògica Internacional, i publicada per primera vegada el 1947. Cristal·litza en el sistema ortoròmbic.
Segons la classificació de Nickel-Strunz, la paraschoepita pertany a «04.GA: Uranil hidròxids sense cations addicionals» juntament amb els següents minerals: metaschoepita, schoepita, paulscherrerita, ianthinita, metastudtita i studtita.

## Formació i jaciments
Va ser descoberta a la mina Shinkolobwe, al districte de Kambove (Província d'Alt Katanga, República Democràtica del Congo). Estudis recents han atribuït la paraschoepita a una barreja de metaschoepita, schoepita deshidratada (potser paulkerrita) i iantinita. D'acord amb aquests resultats sembla no hhaver evidència de l'existència de parascoepita, i aquesta espècie podria ser desacreditada.